# NGC 7414
NGC 7414 este o galaxie situată în constelația Pegas. A fost descoperită în 2 septembrie 1886 de către Lewis A. Swift.